# Give or Take
Give or Take è il primo album in studio del cantante statunitense Giveon, pubblicato il 24 giugno 2022 dalla Epic e Not So Fast.

## Tracce
1. Let Me Go – 2:57
2. Scarred – 2:58
3. Dec 11th – 1:13
4. This Will Do – 2:55
5. Get to You – 3:26
6. Tryna Be – 2:51
7. Make You Mine – 3:20
8. July 16th – 1:51
9. For Tonight – 3:12
10. Lost Me – 3:01
11. Lie Again – 3:02
12. Another Heartbreak – 4:09
13. At Least We Tried – 3:33
14. Remind Me – 3:24
15. Unholy Matrimony – 3:20

## Classifiche

### Classifiche settimanali
| Classifica (2022) | Posizione massima |
| ----------------- | ----------------- |
| Australia         | 30                |
| Belgio (Fiandre)  | 100               |
| Canada            | 15                |
| Nuova Zelanda     | 19                |
| Paesi Bassi       | 36                |
| Regno Unito       | 37                |
| Stati Uniti       | 11                |
| Svizzera          | 31                |

### Classifiche di fine anno
| Classifica (2022) | Posizione |
| ----------------- | --------- |
| Stati Uniti       | 186       |